# Dimensión de recubrimiento de Lebesgue

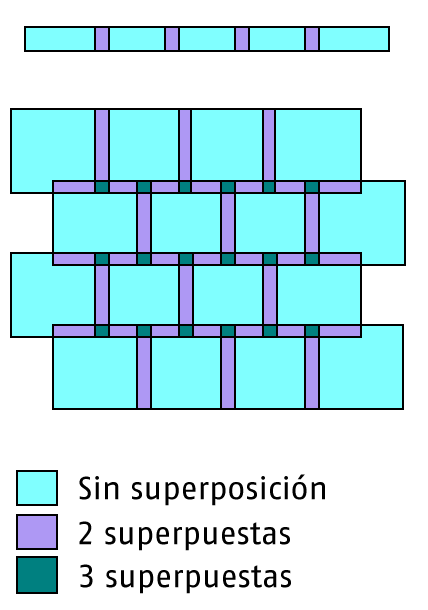
Recubrimiento de Lebesgue de un elemento lineal y de un elemento superficial

En matemáticas, la dimensión de recubrimiento de Lebesgue o dimensión topológica de un espacio topológico es una de las formas diferentes de definir la dimensión del espacio mediante un invariante topológico.

## Discusión informal
|  | El diagrama de la izquierda muestra un refinamiento (a la izquierda) de un recubrimiento (a la derecha) de una circunferencia (negra). Obsérvese cómo en el refinamiento ningún punto de la línea está contenido en más de dos conjuntos. Obsérvese también cómo los conjuntos se enlazan entre sí para formar una cadena. |
|  | La parte inferior izquierda es un refinamiento de un recubrimiento (parte superior) de una forma plana (oscura) para que todos los puntos de la forma estén contenidos en un máximo de tres conjuntos. La parte inferior derecha es un intento de refinar el recubrimiento para que ningún punto quede contenido en más de dos conjuntos. Esto falla en la intersección de fronteras establecidas. Por lo tanto, una forma plana no es "tejida" o no puede recubrirse con "cadenas", porque en cierto sentido es más gruesa; es decir, su dimensión topológica debe ser superior a uno. |

Para espacios euclídeos ordinarios, la dimensión de recubrimiento de Lebesgue es simplemente la dimensión euclídea ordinaria: cero para puntos, uno para rectas, dos para planos, etc. Sin embargo, no todos los espacios topológicos tienen este tipo de dimensión obvia, por lo que se necesita una definición precisa en tales casos. Establecer una definición se hace procedente cuando se examina lo que sucede si el espacio está recubierto por conjuntos abiertos.
En general, un espacio topológico X puede ser recubierto por conjuntos abiertos, ya que se puede encontrar una colección de conjuntos abiertos tal que X se encuentra dentro de su unión. La dimensión de recubrimiento es el número más pequeño n de modo que para cada recubrimiento, aunque con la condición añadida de que cada punto de X se debe hallar en la intersección de no más de n + 1 conjuntos de recubrimiento. Esta es la esencia de la definición formal que figura a continuación. El objetivo de la definición es proporcionar un número (un número entero) que describa el espacio y que no cambie aunque el espacio se pueda deformar continuamente; es decir, un número que sea invariante bajo homeomorfismos.
La idea general se ilustra en los diagramas adjuntos, que muestran un recubrimiento y sus refinamientos de una circunferencia y de un cuadrado.

## Definición formal
La primera definición formal de dimensión de recubrimiento fue dada por Eduard Čech, basada en un resultado anterior de Henri Léon Lebesgue.
Una definición moderna es la siguiente. Un recubrimiento de un espacio topológico X es una familia de conjuntos abiertos cuya unión incluye X. El pliegue o el orden de un recubrimiento es el número más pequeño n (si existe) de modo que cada punto del espacio pertenece, como máximo, a n conjuntos del recubrimiento. Un refinamiento de un recubrimiento C es otro recubrimiento, cada uno de cuyos conjuntos es un subconjunto de un conjunto en C. La dimensión de recubrimiento de un espacio topológico X se define como el valor mínimo de n, de modo que cada conjunto abierto del recubrimiento C de X (independientemente del pliegue) tiene un refinamiento con  n + 1 capas o menos. Si no existe tal n mínimo, se dice que el espacio tiene una dimensión de recubrimiento infinita.
Como caso especial, un espacio topológico es cero-dimensional con respecto a la dimensión de recubrimiento si cada conjunto abierto del espacio tiene un refinamiento que consiste en conjuntos abiertos disjuntos de modo que cualquier punto del espacio esté contenido exactamente en un conjunto abierto de este refinamiento.
A menudo es conveniente considerar que la dimensión de recubrimiento del conjunto vacío es -1.

## Ejemplos
Cualquier recubrimiento abierto dado de la circunferencia unidad tendrá un refinamiento que consiste en una colección de arcos abiertos. La circunferencia tiene dimensión uno, según esta definición, porque cualquier recubrimiento de este tipo se puede refinar aún más hasta el punto en el que un punto x dado de la circunferencia está contenido en como máximo dos arcos abiertos. Es decir, cualquiera que sea la colección de arcos con los que se comience, algunos pueden descartarse o encogerse, de modo que el resto todavía cubra el círculo pero con superposiciones simples.
De manera similar, cualquier cubierta abierta del disco unidad en el plano bidimensional puede refinarse de modo que cualquier punto del disco esté contenido en no más de tres conjuntos abiertos, mientras que dos en general no son suficientes. Por tanto, la dimensión de recubrimiento del disco es dos.
De manera más general, un espacio euclídeo {\displaystyle \mathbb {E} ^{n}} de dimensión n tiene una dimensión de recubrimiento n.

## Propiedades
- Los espacios homeomorfos tienen la misma dimensión de recubrimiento. Es decir, la dimensión de recubrimiento es una propiedad topológica.
- La dimensión de recubrimiento de Lebesgue coincide con la dimensión afín de un complejo simplicial finito; este es el teorema de recubrimiento de Lebesgue.[3]
- La dimensión de recubrimiento de un espacio normal es menor o igual que la dimensión inductiva grande.
- La dimensión de recubrimiento de un espacio normal X es {\displaystyle \leq n} si y solo si para cualquier conjunto cerrado A de X, si {\displaystyle f:A\rightarrow S^{n}} es continua, entonces hay una extensión de {\displaystyle f} sobre {\displaystyle g:X\rightarrow S^{n}}. Aquí, {\displaystyle S^{n}} es la esfera n-dimensional.
- (Teorema de Ostrand sobre la dimensión coloreada.) Un espacio normal {\displaystyle X} satisface la desigualdad {\displaystyle 0\leq \dim X\leq n} si y solo si para cada recubrimiento abierto localmente finito {\displaystyle {\mathcal {U}}=\{U_{\alpha }\}_{\alpha \in {\mathcal {A}}}} del espacio {\displaystyle X} existe un recubrimiento abierto {\displaystyle {\mathcal {V}}} del espacio {\displaystyle X} que se puede representar como la unión de {\displaystyle n+1} familias {\displaystyle {\mathcal {V}}_{1},{\mathcal {V}}_{2},\dots ,{\mathcal {V}}_{n+1}}, donde {\displaystyle {\mathcal {V}}_{i}=\{V_{i,\alpha }\}_{\alpha \in {\mathcal {A}}}}, de modo que cada {\displaystyle {\mathcal {V}}_{i}} contiene conjuntos disjuntos y {\displaystyle V_{i,\alpha }\subseteq U_{\alpha }} para cada {\displaystyle i} y {\displaystyle \alpha }.
- La dimensión de recubrimiento de un espacio de Hausdorff paracompacto {\displaystyle X} es mayor o igual a su dimensión cohomológica (en el sentido de la teoría de haces),[4] es decir, se tiene un {\displaystyle H^{i}(X,A)=0} por cada haz {\displaystyle A} de grupos abelianos en {\displaystyle X} y cada {\displaystyle i} mayor que la dimensión de recubrimiento de {\displaystyle X}.

## Lecturas relacionadas

### Históricas
- Karl Menger, General Spaces and Cartesian Spaces, (1926) Communications to the Amsterdam Academy of Sciences. English translation reprinted in Classics on Fractals, Gerald A.Edgar, editor, Addison-Wesley (1993) ISBN 0-201-58701-7
- Karl Menger, Dimensionstheorie, (1928) B.G Teubner Publishers, Leipzig.
- A. R. Pears, Dimension Theory of General Spaces, (1975) Cambridge University Press. ISBN 0-521-20515-8

### Modernas
- V. V. Fedorchuk, The Fundamentals of Dimension Theory, appearing in Encyclopaedia of Mathematical Sciences, Volume 17, General Topology I, (1993) A. V. Arkhangel'skii and L. S. Pontryagin (Eds.), Springer-Verlag, Berlin ISBN 3-540-18178-4.